# Still Not Black Enough
Albums de W.A.S.P.
The Crimson Idol
(1992) Kill Fuck Die
(1997)
Still Not Black Enough est le sixième album studio du groupe W.A.S.P., sorti en 1995.

## Liste des morceaux
Tous les titres ont été composés et écrits par Blackie Lawless, sauf indication.
| No | Titre                          | Durée |
| -- | ------------------------------ | ----- |
| 1. | Still Not Black Enough         | 4:02  |
| 2. | Somebody to Love (Darby Slick) | 2:50  |
| 3. | Black Forever                  | 3:17  |
| 4. | Scared To Death                | 5:02  |
| 5. | Goodbye America                | 4:46  |
| 6. | Keep Holding On                | 4:04  |
| 7. | Rock And Roll To Death         | 3:44  |
| 8. | Breathe                        | 3:44  |
| 9. | I Can't                        | 3:07  |

## Still Not Black Enough, réédition de 2006
| No  | Titre                          | Durée |
| --- | ------------------------------ | ----- |
| 1.  | Still Not Black Enough         | 4:02  |
| 2.  | Somebody to Love (Darby Slick) | 2:50  |
| 3.  | Black Forever                  | 3:17  |
| 4.  | Scared To Death                | 5:02  |
| 5.  | Goodbye America                | 4:46  |
| 6.  | Keep Holding On                | 4:04  |
| 7.  | Rock And Roll To Death         | 3:44  |
| 8.  | Breathe                        | 3:44  |
| 9.  | I Can't                        | 3:07  |
| 10. | No Way Out of Here             | 3:39  |

## Singles
- Black Forever
- Goodbye America

## Composition du groupe
- Blackie Lawless : chant, guitare rythmique, guitare acoustique, claviers, basse et sitar.
- Bob Kulick : guitare solo
- Mark Joesphson : violon électrique
- Frankie Banali : batterie
- Stet Howland : percussion
- Tracey Whitney : chœurs
- K.C. Calloway : chœurs